# 유희왕 ARC-V (만화)
유희왕 ARC-V(遊戱王 아크 파이브, 일본어: 遊☆戯☆王ARC-V 유기오 아크 파이브[*])는 V점프에 연재되고 있는 만화이다. 작가는 이전 작품의 만화 유희왕 ZEXAL을 연재한 미요시 나오히토가 맡았다.

## 작품 구성

### 바뀐 설정
여전히 원작 애니메이션을 기초로 하고 있으나 설정이 조금씩 차이가 있다.
소환법에 따른 차원 구별을 하지 않았으며, 듀얼디스크는 모두 아이패드 형식으로 통일되었다.
(바뀐 캐릭터성에 대해서는 캐릭터 문단에 서술.)

### 액션 듀얼의 룰 변경
애니메이션의 액션 듀얼에 비해서 약간의 룰 차이를 보이고 있는데,
우선 만화의 액션 카드의 장수는 4장으로 제한된다. 모든 플레이어는 턴에 1번만 액션 카드를 주울 수 있으며, 상대 플레이어가 먼저 액션 카드를 얻으면 자신은 이 턴 액션 카드를 얻을 수 없다.
또한 애니메이션에서는 액션 카드를 2장 이상 얻으면 그 중 1장을 버려야 했으나, 만화에서는 2장 이상을 얻어도 버리는 룰이 없다.
작중 2화를 참고하면 액션 필드를 가동시킨 사람이 액션 카드를 조작할 수 있는 것으로 보인다.

## 등장 인물

### 주인공(들)
사카키 유우야(팬텀)
원작과 달리 다른 주인공들과 함께 인격을 공유하고 있으며, 어린아이처럼 낙천적이지만 그만큼 당당하다. 수수께끼의 엔터메 듀얼리스트 팬텀으로 불리고 있다.
레오 코퍼레이션의 솔리드 비전을 훔쳤다는 죄로 쫓기고 있는 상황이다. 해킹을 아주 잘한다.
사카키 유우쇼의 '월드 일루전'에 의해 20년 후의 미래에서 온 미래인이며, 유고에 의해 히이라기 유즈와 원래 아는 사이였다는 기억이 지워진 상황이다.
'세계를 멸망시키는 힘을 가지고 있는' GENESIS OMEGA DRAGON(제네시스 오메가 드래곤)을 찾고 있다.
덱은 EM과 오드아이즈로, 에이스는 원작의 오드아이즈 팬듈럼 드래곤을 위시한 '오드아이즈 팬텀 드래곤'과 그 진화형 '오드아이즈 판타즈마 드래곤'이다.
유토
유우야와 인격을 공유하고 있으며, 2화에서 사와타리와의 듀얼에 핀치에 몰리나 유우야와 교대한다. 그 후, 유우야와 레이지의 듀얼에서 잠깐 교대했다.
보통 유우야의 어린이같은 행동에 딴죽을 걸거나 듀얼 상황을 설명해준다. 유우야에게 숨기고 있는 비밀이 많은 것으로 보인다. 특별 만화에 따르면 카레를 좋아한다.
덱은 팬텀 나이츠로, 에이스는 원작과 같이 '다크 리벨리온 엑시즈 드래곤'이였으나, 레이지와의 듀얼에서 새로운 에이스 '다크 앤서리온 드래곤'을 사용했다. 아래의 클리어윙 패스트 드래곤처럼 엑시즈/팬듈럼 몬스터이다.
유고
유우야와 인격을 공유하고 있으며, 11화에서 유우야의 인격에 들어온 렌과 듀얼하여 승리한다.
자신에 대한 유우야의 기억이 있으면 유우야에게 슬플 거라며 유우야의 기억을 지우고 있다. 특별 만화에 따르면 돈까스를 좋아한다.
현재 유우야를 대신해 싸우면 자신의 의식이 흐려진다며, 혹시라도 자신과 유토, 유리가 유우야와 함께 할 수 없게 될 상황을 대비해 유고한테 라이딩 듀얼을 가르쳐 준다. 그러나 또다시 습격해 온 렌과 다시 한 번 듀얼하게 된다.
덱은 스피드 로이드로, 에이스는 원작의 클리어윙 싱크로 드래곤을 위시한 '클리어윙 패스트 드래곤'이다. 13화에서 이 카드가 유우야와 같이 만든 싱크로/팬듈럼 몬스터임이 밝혀졌다.
라이딩 듀얼을 할 때, 원작과는 달리 헬멧을 쓰지 않는다.
유리
유우야와 인격을 공유하고 있으며, 9화에서 소라와의 듀얼에 핀치에 몰리나 유우야와 교대한다. 유우야와 레이지와의 듀얼에서도 잠깐 교대했다.
원작과는 달리 반말과 존댓말을 섞어서 사용한다. 입이 약간 험하기도 하지만 유우야를 지키려는 일념만은 확고하게 보인다.
덱은 프레데터 플랜츠로, 융합 몬스터 '프레데터 플랜츠 키메라플레시아'를 사용한 모습을 보였다. 레이지와의 듀얼에서 원작의 에이스 스타브 베놈 퓨전 드래곤을 위시한 에이스 카드이자 융합/팬듈럼 몬스터인 '스타브 베너미 드래곤'을 사용했다.

### 슈조 듀얼 스쿨
히이라기 유즈
슈조 듀얼 스쿨 원장 히이라기 슈조의 딸이다. 원작과 달리 돈에 매우 집착하는 모습을 보인다.
슈조 듀얼 스쿨을 살리기 위해 팬텀을 강사로 얻으려 하여, 현재 유우야의 매니저가 된 상황이다.
사실 유우야와는 아는 사람이라는 비밀이 있으나, 유우야와 유즈는 서로 그 사실을 모른다.
아직 듀얼을 한 모습이 없지만 듀얼을 한다면 원작과 같이 환주 덱을 쓸 가능성이 높다.
히이라기 슈조
슈조 듀얼 스쿨의 원장으로, 쿠로사키 슌에게 패해 잠깐 동안 유우야를 유도하기 위한 인질로 쓰였다.

### 레오 코퍼레이션
아카바 레이지
레오 코퍼레이션의 사장으로, 사카키 유우야를 쫓기 위해 수색대를 보내나 번번히 실패한다.
원작과 달리 아버지 아카바 레오와 사이가 좋으며, 유우야의 아버지 사카키 유우쇼를 증오하며 액션 듀얼에 대해서도 좋지 않은 감정을 가지고 있다.
유우야처럼 레오에 의해 20년 후의 미래에서 온 미래인이다.
덱은 원작과 같이 DD덱을 쓰며, 에이스 몬스터는 펜듈럼 몬스터인 DDD 초시왕 제로 맥스웰과 DDD 운명왕 제로 라플라스이다.
사와타리 신고
수색대 1호기로, 2화에서 유토와 듀얼하여 유토를 몰아넣으나 교대한 유우야에게 패배한다.
다른 수색대원보다 선배이나 다른 수색대원이 사와타리를 무시하는 면이나 자신이 듀얼할 때 액션 필드를 조작한 것으로 보아 실력은 보다 떨어지는 것으로 보인다.
덱은 원작과 달리 제왕 덱을 사용한다.
쿠로사키 슌
수색대 2호기로, 5화에서 유우야와 듀얼하여 패배한다.
지하 듀얼 콜로세움이라는 곳의 듀얼리스트였으며, 그곳에서 레이지에게 스카우트되었다.
자신의 라이프를 일부러 줄이고, 그것을 반발력 삼아 역전하는 듀얼을 추구한다.
원작과 같이 레이드 랩터즈(RR)덱을 사용한다. 에이스는 RR-블레이드 버너 팔콘이다.
시운인 소라
수색대 3호기로, 9화에서 유우야와 듀얼한다. 유리로 교대되자 유리를 압박하나 다시 교대된 유우야에게 패배한다.
사실 이브에 의해 기억을 조작하여 수색대 안에 잠입했다. 
유우야와의 듀얼 중에 여동생이 있다는 거짓말을 해 유우야를 속였으나, 실제로 여동생은 있었던 것으로 보인다. 여동생의 이름은 '시운인 미우'이다.
원작과 같이 데스토이 덱을 사용한다.

### 그 외 인물
사카키 유우쇼
사카키 유우야의 아버지로, '액션 듀얼'의 창시자이다.
유우야는 유우쇼를 존경하고 있으나, 레이지는 '유우쇼 때문에 아버지가 죽었다'라며 경멸하고 있다.
아카바 레오
아카바 레이지의 아버지로, 전 레오 코퍼레이션의 사장이다.
솔리드 비전과 듀얼 몬스터즈의 융합에 대한 연구를 추진하고 있었으며, 현재 행방이 묘연하며 레이지에게 이후의 연구를 맡겼다.
이브
수수께끼의 여성. 사카키 유우야를 탐색하려는 모양이다.
GENESIS OMEGA DRAGON을 가지고 있으며, 그 영향인지 왼쪽 얼굴이 손상되어 있다. 수없이 생을 반복하며 살아오고 있으며, 수수께끼의 남성 '아담'의 회생을 목표로 하고 있다.
이름은 성경의 최초의 여자 이브인 것으로 보인다.
렌
이브의 부하이며, 수수께끼의 가면남. 유우야의 기억에 해킹해서 들어왔으나 유고에게 패배하여 저지된다. 그러나 다시 유고에게 듀얼을 도전한다. 덱은 묘지에서 다시 부활시켜 튜너화시킬 수 있는 싱크로 카드군 '화이트'덱이다.
사실 그의 정체는 미래에서 온 유고의 후손. 유고가 전설의 D휠러로서 쌓아온 업적 덕에 자신도 라이딩 듀얼리스트가 되겠다는 꿈을 꿔왔으나 D휠에서 추락하는 사고가 났으나 동시에 시간이 멈춰 자신의 추락하는 미래가 소실, 렌은 라이딩 듀얼리스트로서 화려한 업적을 세우게 된다. 그 후 이브가 '당신도 GOD에게 선택받은 인간'이라며 협력을 요청, 이브처럼 수없이 인생을 다시 살아오며 얼굴이 손상되었다.
아이작
이브와 함께 행동하는 과학자. 이브처럼 왼쪽 얼굴이 손상되어 있다.